# 機會的順序
《機會的順序》（日語：チャンスの順番）為AKB48第19張單曲。於2010年12月8日開始販售。

## 簡介
- 本作首次採用3種通常盤來發行（以往都是2種通常盤發行），並與通常盤同時發行。而3種通常盤裡所收錄的曲目亦各有不同。
- 本作之初回限定盤裡會附上全部成員都會之握手會入場券，並採用抽選制進行。
- 本作新的嘗試，亦為單曲中首次，3組成員（指Team A、Team K和TeamB）各有歌曲收錄於不同的通常盤中作為c/w曲。
- 本作之選拔成員，為同年9月21日於武道館所舉行的AKB48第19張單曲選拔猜拳大會所選出，當時正規成員47人（除當時辭退選拔，現已畢業的小野惠令奈）連同AKB48研究生4名共51人參與本次大會，前12位的成員將會作為媒體成員去進行宣傳。
- 在通常盤-A中，小嶋陽菜、高城亞樹、前田敦子、前田亞美，以及通常盤-B中河西智美5人分別參與了該盤的全部歌曲。

## 選拔成員
團隊所屬為販售時情形
- AKB48全部成員均參與本次單曲，SKE48的成員則不參與本次單曲。

### 機會的順序
（粗體字為劇場盤的封面成員、括號內為猜拳大會的排名）
（中央位置：內田真由美）
- Team A：倉持明日香（10位）、小嶋陽菜（3位）、高城亞樹（8位）、仲川遙香（4位）、前田敦子（15位）、前田亞美（5位）
- Team K：內田真由美（1位）、田名部生來（12位）、中塚智實（9位）、松井咲子（14位）
- Team B：石田晴香（2位）、河西智美（13位）、小林香菜（11位）、佐藤菫（6位）、佐藤夏希（7位）、近野莉菜（16位）

（於猜拳大會之片段演出）
- Team A：指原莉乃（2回戰出局）
- Team K：大島優子（1回戰出局）、峯岸みなみ（1回戰出局）
- Team B：柏木由紀（1回戰出局）、平嶋夏海（2回戰出局）、渡邊麻友（2回戰出局）
- 其他：山里亮太（南海キャンディーズ）
  - 前作全部選拔的，只有小嶋陽、高城、前田敦、河西4人。仲川繼第17張單曲《無限重播》睽違4個月重新進入選拔，倉持繼第13張單曲《Maybe是藉口》睽違1年4個月重新進入選拔，小林香及佐藤夏繼第3張單曲《曾不屑一顧的愛情》睽違3年8個月重新進入選拔。而前田亞、內田、田名部、中塚、松井、石田、佐藤菫、近野則初次進入選拔。

### 預約的聖誕節
- Team A：小嶋陽菜、指原莉乃、篠田麻里子、高城亞樹、高橋みなみ、前田敦子、前田亞美
- Team K：板野友美、大島優子、峯岸みなみ、宮澤佐江
- Team B：河西智美、柏木由紀、北原里英、小森美果、渡邊麻友
  - 前作Lucky Seven之選拔成員中，宮崎美穗落選選拔，前田亞美升格為選拔成員之一。

### 與核桃對話
「Team A」名義
（高橋南、前田敦子 為中心）
- Team A：岩佐美咲、多田愛佳、大家志津香、片山陽加、倉持明日香、小嶋陽菜、指原莉乃、篠田麻里子、高城亞樹、高橋みなみ、仲川遙香、中田ちさと、仲谷明香、前田敦子、前田亞美、松原夏海

### ALIVE
「Team K」名義
（大島優子、板野友美 為中心）
- Team K：秋元才加、板野友美、內田真由美、梅田彩佳、大島優子、菊地あやか、田名部生來、中塚智實、仁藤萌乃、野中美鄉、藤江れいな、松井咲子、峯岸みなみ、宮澤佐江、橫山由依、米澤瑠美

### 愛的跳躍
「Team B」名義
（柏木由紀、渡邊麻友 為中心）
- Team B：石田晴香、奧真奈美、河西智美、柏木由紀、北原里英、小林香菜、小森美果、佐藤亞美菜、佐藤菫、佐藤夏希、鈴木まりや、近野莉菜、平嶋夏海、增田有華、宮崎美穗、渡邊麻友

### 水果‧雪
「Team 研究生」名義
- Team 研究生：市川美織、入山杏奈、大場美奈、加藤玲奈、金澤有希、島崎遙香、島田晴香、鈴木紫帆里、竹内美宥、永尾まりや、仲俣汐里、中村麻里子、名取稚菜、森杏奈、山內鈴蘭、山口菜有
  - 於研究生中選拔部分成員參加本次單曲。

## 收錄曲

### Type-A
封面寫真（表）：佐藤菫、仲川遥香、石田晴香、内田真由美、小嶋陽菜、前田亞美

封面寫真（裏）：Team A成員16名
CD
1. 《機會的順序》（チャンスの順番）[4:16]
作詞：秋元康，作曲：小西裕子，編曲：生田真心
2. 《預約的聖誕節》（予約したクリスマス）[4:12]
作詞：秋元康，作曲：中川司，編曲：中西亮輔
3. 《與核桃對話》（胡桃とダイアローグ）[3:18]
作詞：秋元康，作曲：PJ，編曲：武藤星兒，歌：Team A
4. 《機會的順序》（off vocal ver.）
5. 《預約的聖誕節》（off vocal ver.）
6. 《與核桃對話》（off vocal ver.）

DVD
1. 《機會的順序》Music Clip
2. 《預約的聖誕節》Music Clip
3. 《與核桃對話》Music Clip
4. 19th SINGLE選拔猜拳大會紀錄影像（前篇）

特典（初回限定版限定）
- 内田眞由美、石田晴香、前田亜美、佐藤菫參加 AKB48 19th單曲講話&握手會（關西、東海、關東）之相片（只限初回限定盤）

### Type-K
封面寫真（表）：小林香菜、中塚智實、佐藤夏希、高城亞樹、倉持明日香

封面寫真（裏）：Team K成員16名
CD
1. 《機會的順序》
2. 《預約的聖誕節》
3. 《ALIVE》[3:51]
作詞：秋元康、作曲：山崎燿、編曲：野中“まさ”雄一、歌：Team K
4. 《機會的順序》（off vocal ver.）
5. 《預約的聖誕節》（off vocal ver.）
6. 《ALIVE》（off vocal ver.）

DVD
1. 《機會的順序》Music Clip
2. 《預約的聖誕節》Music Clip
3. 《ALIVE》Music Clip
4. 19th SINGLE選拔猜拳大會紀錄影像（中篇）

特典（初回限定版限定）
- 内田眞由美・石田晴香・前田亜美・佐藤菫參加 AKB48 19th單曲講話&握手會（關西、東海、關東）之相片（只限初回限定盤）

### Type-B
封面寫真（表）：近野莉菜、松井咲子、田名部生来、河西智美、前田敦子

封面寫真（裏）：Team B成員16名
CD
1. 《機會的順序》
2. 《預約的聖誕節》
3. 《愛的跳躍》（ラプ・ジャンプ）[4:09]
作詞：秋元康、作曲：池間史規、編曲：野中“まさ”雄一 、歌：Team B
4. 《機會的順序》（off vocal ver.）
5. 《預約的聖誕節》（off vocal ver.）
6. 》愛的跳躍》（off vocal ver.）

DVD
1. 《機會的順序》Music Clip
2. 《預約的聖誕節》Music Clip
3. 《愛的跳躍》Music Clip
4. 19th SINGLE選拔猜拳大會紀錄影像（後篇）

特典（初回限定版限定）
- 内田眞由美・石田晴香・前田亜美・佐藤菫參加 AKB48 19th單曲講話&握手會（關西、東海、關東）之相片（只限初回限定盤）

### 劇場盤
封面寫真（表）：内田真由美、石田晴香、小嶋陽菜、仲川遥香、前田亞美、佐藤菫、佐藤夏希、高城亞樹

封面寫真（裏）：中塚智実、倉持明日香、小林香菜、田名部生来、河西智美、松井咲子、前田敦子、近野莉菜
CD
1. 《機會的順序》
2. 《預約的聖誕節》
3. 《水果・雪》（フルーツ・スノウ）
作詞：秋元康、作曲：重永亮介、編曲：武藤星兒、歌：Team 研究生
4. 《機會的順序》（off vocal ver.）
5. 《預約的耶誕節》（off vocal ver.）
6. 《水果・雪》（off vocal ver.）

特典
- 劇場盤發行記念大握手會參加券
- 成員個別生寫真1張

## 音樂合作
| 曲名             | 音樂合作                                      |
| ---------------- | --------------------------------------------- |
| 《機會的順序》   | NAMCO BANDAI Games《AKB 1/48 愛上偶像》主題曲 |
| 《預約的耶誕節》 | 7-Eleven「7-Eleven×AKB48」廣告歌              |
| 《與核桃對話》   | 日本HP廣告歌                                  |

## 注解
1. ↑  包含音樂下載單曲的主要單曲總數。若包含獨立製作時期單曲，則為第21張。

## 外部連結
- AKB48官方YouTube频道公开播放影片：
  - YouTube上的《機會的順序》PV
- 單曲日文官方網頁（KING RECORDS）（日語）
  - Type-A （页面存档备份，存于）
  - Type-K （页面存档备份，存于）
  - Type-B （页面存档备份，存于）